# Палаван (острів)
Палаван (тагал. Palawan) — острів на Філіппінах, який разом з сусідніми островами утворює найбільшу (однойменну) провінцію у країні. Палаван витянутий на 425 км у довжину і від 8,5 до 40 км завширшки. Площа Палавану — 12 189 км². Адміністративний центр — Пуерто-Принсеса. Географічно острів знаходиться між Південнокитайським морем, яке розташовано на північному заході, і морем Сулу на південному сході.

## Рельєф та клімат
Більшу частину острова займають гори, джунглі і мангрові ліси. Центральний гірський ланцюг ділить Палаван на дві частини, клімат в яких відрізняється. Острів розташований в зоні впливу південно-західного мусону. Сезон дощів триває з травня по грудень. В інші пори року на Палавані суха та спекотна погода. Впродовж всього року середня денна температура становить від 26 до 29 °C.

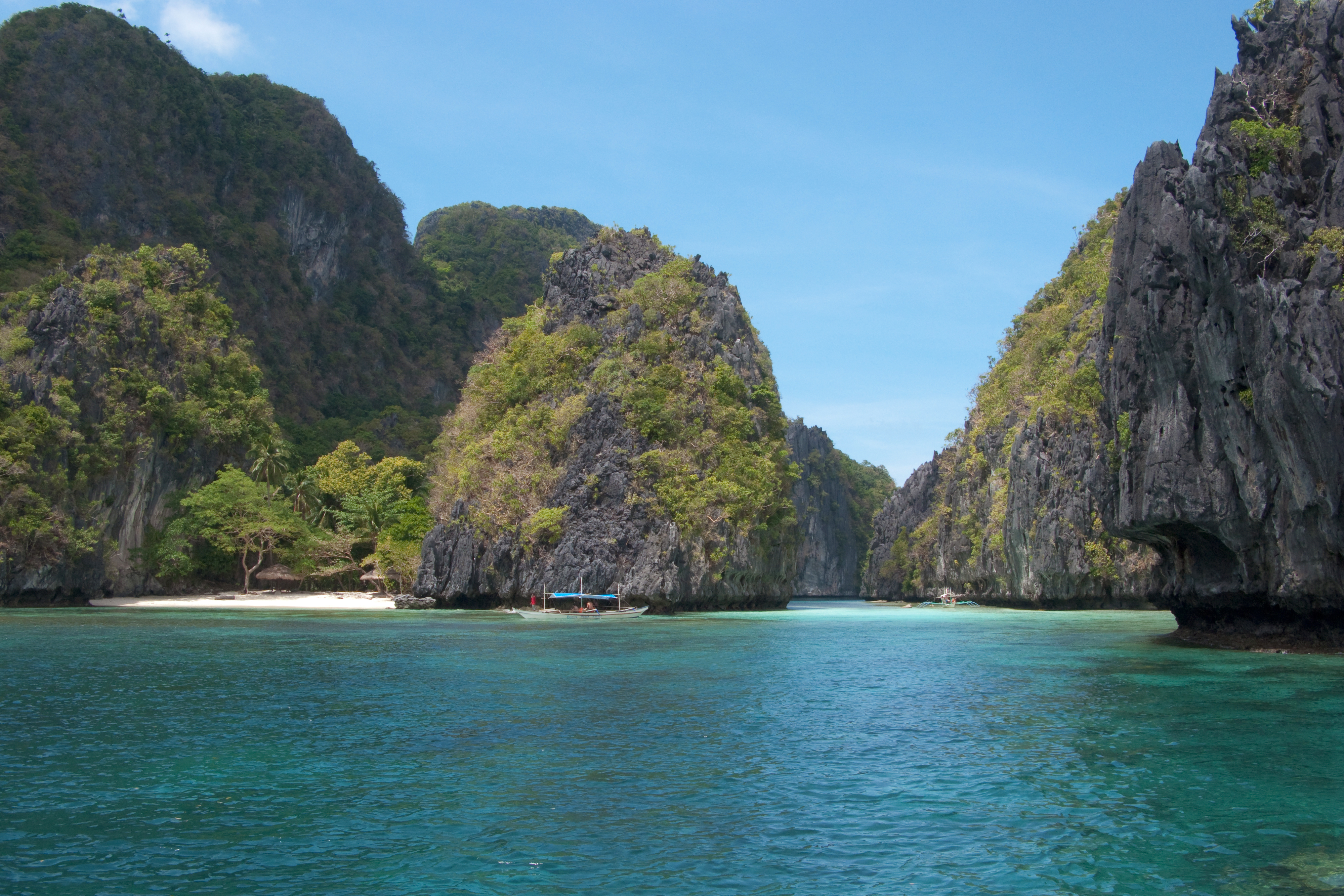
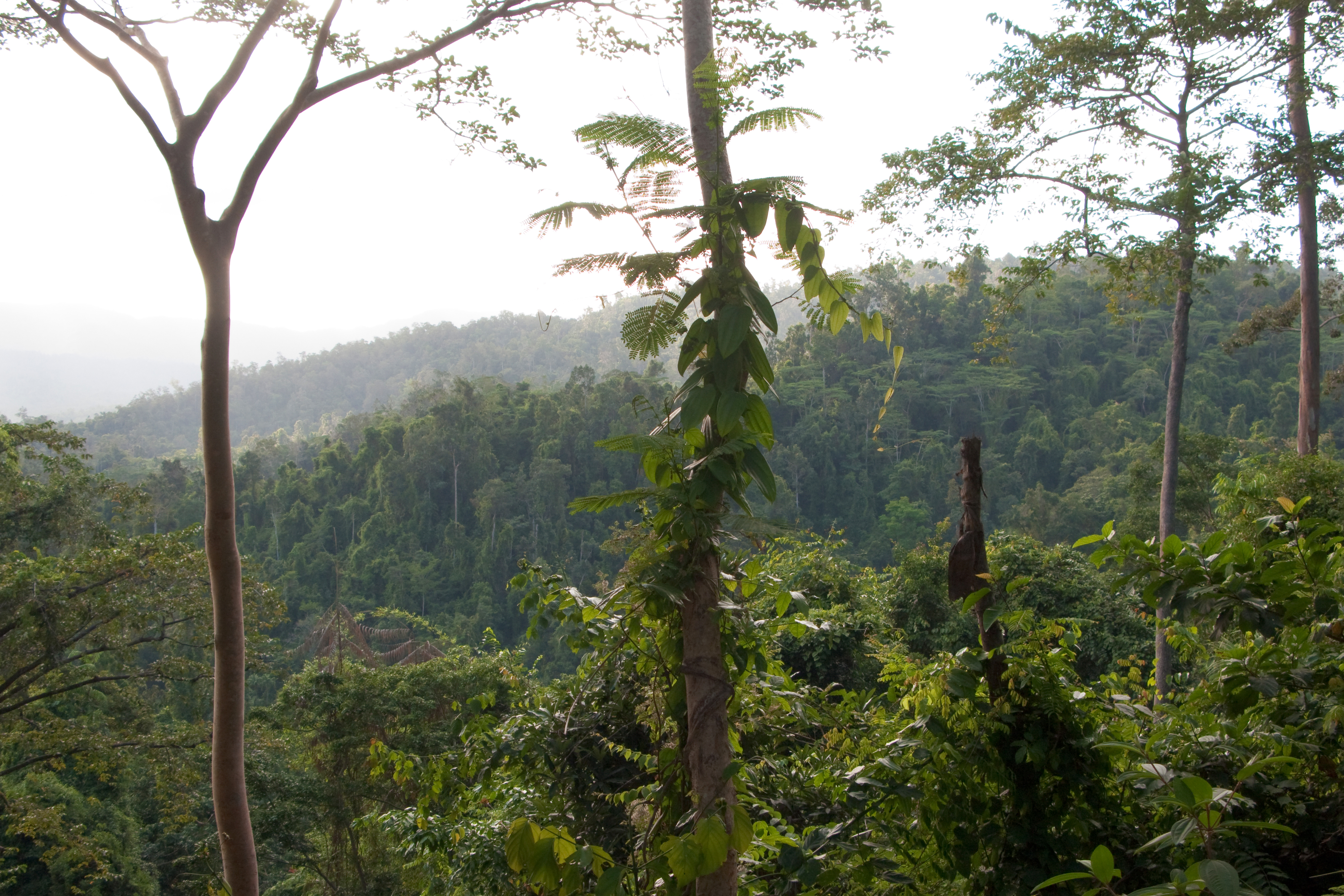
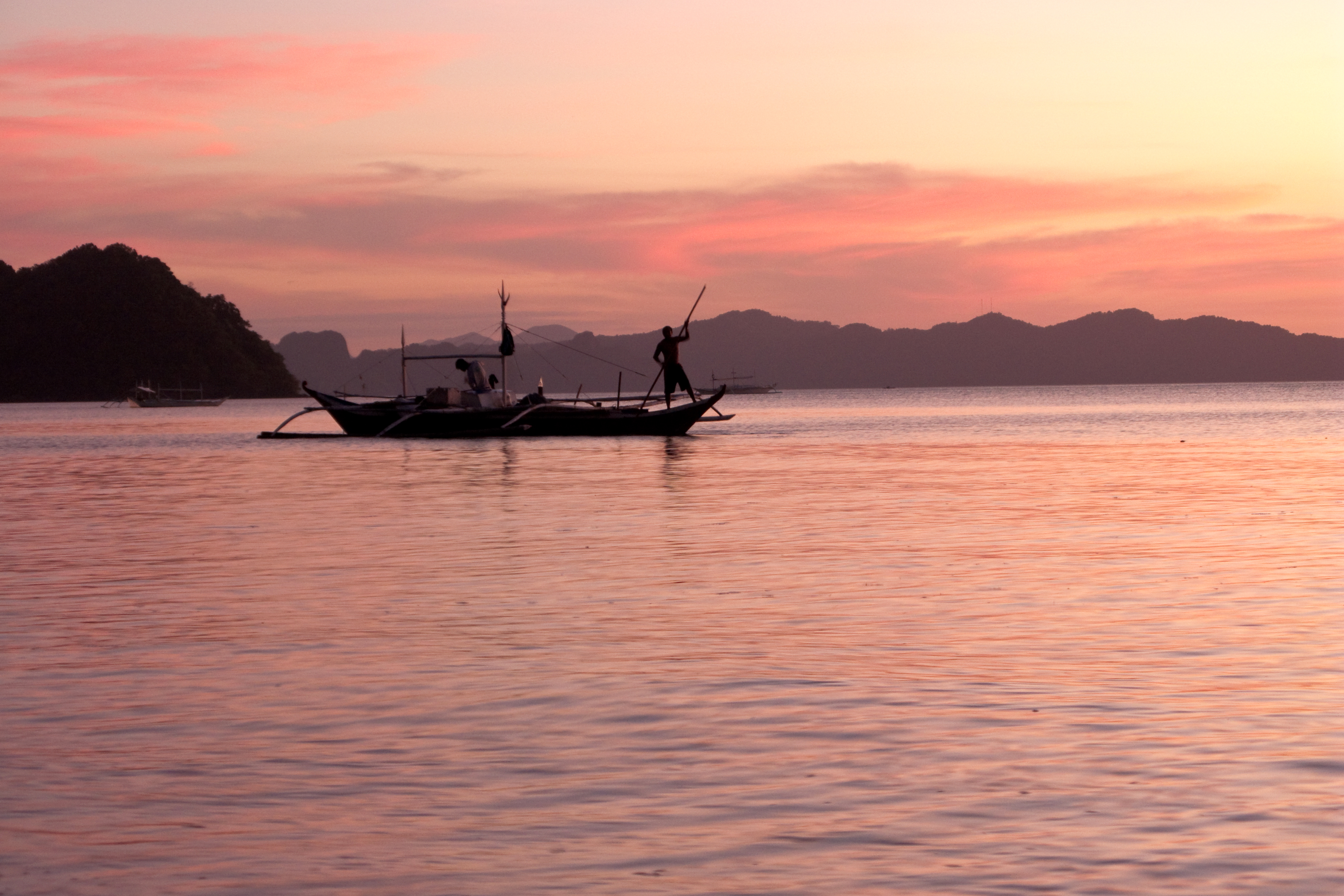

## Населення та культура
На Палавані проживають представники 87 різних культурних та національних груп. Населення всієї провінції, згідно з даними 2007 року, становить 682 152 чоловік, а щільність населення — 46,6 чол/км². Більша частина населення — австронезійського походження з домішками китайських та іспанських кровей. У культурі відчувається значний вплив Борнео, Китаю і Близького Сходу. Приплив мігрантів з інших частин Філіппін забезпечує високий щорічний приріст населення у розмірі 3,98%. Вісімнадцять відсотків населення складають культурні меншини, такі як тагбануа, піналаван, батаки, кен-уй, каламьян, джама-мапуні, молбог, таусуг та самал-бангинги.

## Релігія
Домінуюча релігія на Палавані — іслам. Крім того, на Палавані представлені такі християнські течії як мормони, адвентисти сьомого дня, протестанти і ін.

## Історія
Ще з древніх часів китайські торговці приїжджали на Філіппіни через Палаван. У XII століття острів почали заселяти малайці. Вони займалися, в основному, рибальством, землеробством і полюванням. На початку XVII століття на Палаван спрямували свої погляди іспанські місіонери, які зустріли опір з боку людей племені моро. До XVIII століття іспанці будували церкви поряд з укріпленими гарнізонами для захисту від набігів моро. У 1749 султан Борнео передав південний Палаван Іспанії. У 1898 іспанці покинули острів після революції та США встановили цивільне правління. З 1903 утворена провінція, що отримала свою назву відповідно до назів головного острова. Під час Другої світової війни японці, побоюючись звільнення військовополонених з боку союзників, зібрали близько 150 чоловік в ямі і підпалили за допомогою бочок з бензином. Тих, що намагалися втекти, наздоганяли кулі. Всього загинуло від 133 до 141 військовополоненого, лише 11 вдалося врятуватися.
| Філіппіни | Це незавершена стаття з географії Філіппін. Ви можете допомогти проєкту, виправивши або дописавши її. |